# Jan Olieslagers
Jan Olieslagers (becenevén: Az antwerpeni ördög) (Antwerpen, 1883. május 4. – Berchem, Antwerpen, 1942. március 23.) belga ászpilóta volt. Az első világháborúban 6 légi győzelmet szerzett, és hadnagyi rangban szolgált. Korábban motorkerékpár versenyző volt. Az első ember aki 100 km/h fölött ment egy motorral.

## Élete
1883-ban született a belgiumi Antwerpben.
Roppantul érdekelte a motorozás, így a motorversenyzést kezdte űzni. Olyannyira sikeresnek bizonyult, hogy 1902-ben a motorkerékpár világbajnokságon is elindult. Sikeres versenyzéséből szép kis vagyont szerzett. Mivel érdekelték a repülőgépek, vagyonából vett egyet magának. Néhány éven belül több repülési világrekordot döntött meg.
Az első világháború kitörésekor a német megszállás idején, a repülőgépét (és két testvéréét) Belgiumnak adta, hogy ezzel is erősítse a belga légierőt. Nemsokára ő is a hadsereg tagja lett, a 2me repülőszázadhoz osztották be. Első légi harcában még nem volt géppuska szerelve a repülőjére ezért egy pisztollyal lőtte az ellenséges gépet. Első légi győzelmét 1915. szeptember 12-én szerezte meg, Nieuport 10-es vadászgépével. Néhány héttel később áthelyezték 1ère-be majd onnan 1918-ban a 9me-be. Utolsó győzelmét 1918. május 19-én szerezte meg. Szerény eredményei ellenére Olieslagers 491 bevetésen, és számos légi harcban vett részt.
A háború után 1923-ban az antwerpi repülőtér vezetésével bízták meg. 1942-ben hunyt el, 59 éves korában.

## Légi győzelmei
| Sorszám | Dátum                | Egység | Repülőgép   | Ellenfél     |
| ------- | -------------------- | ------ | ----------- | ------------ |
| 1       | 1915. szeptember 12. | 2me    | Nieuport 10 | Aviatik C    |
| 2       | 1916. június 17.     | 1ére   | Nieuport 11 | Fokker D.II  |
| 3       | 1917. június 14.     | 1ére   | Nieuport    | -            |
| 4       | 1917. június 15.     | 1ére   | Nieuport    | Fokker D.II  |
| 5       | 1918. május 3.       | 9me    | Hanriot     | Fokker D.VII |
| 6       | 1918. május 19.      | 9me    | Hanriot     | Albatros D.V |

## Lásd még
- Belgium
- Első világháború